# هانس بوتیکوفر
هانس بوتیکوفر (انگلیسی: Hans Bütikofer; ۲۹ ژوئیهٔ ۱۹۱۵ – ۱۲ ژانویهٔ ۲۰۱۱) بازیکن هاکی روی یخ، و شناگر اهل سوئیس بود.